# Tiroler Landesarchiv

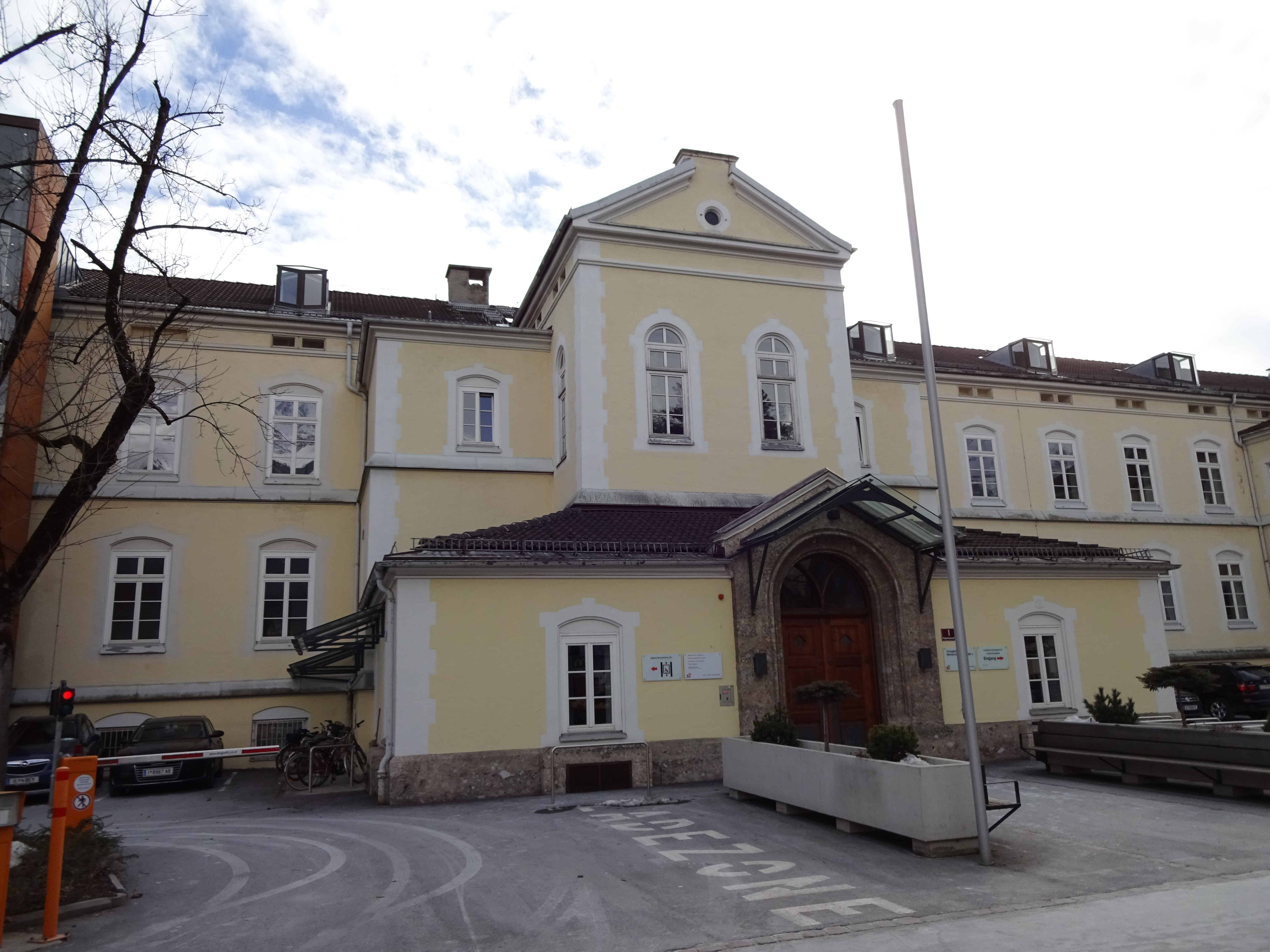
Gebäude des Landesarchivs in Innsbruck-Wilten

Das Tiroler Landesarchiv (TLA) ist ein öffentliches Archiv des Bundeslandes Tirol und befindet sich in Innsbruck. Es bildet eine Abteilung des Amtes der Tiroler Landesregierung. Der Bestand umfasst über 30.000 Laufmeter Archivalien, die provenienzmäßig aus dem gesamten ehemaligen Kronland Tirol stammen und daher neben dem heutigen Bundesland Tirol auch Südtirol, das Trentino sowie Vorarlberg und die ehemaligen habsburgischen Vorlande betreffen. Das Tiroler Landesarchiv betreibt auch archivalische und historische Grundlagenforschung und veröffentlicht die Ergebnisse in seinen Publikationsreihen „Tiroler Geschichtsquellen“ und „Veröffentlichungen des Tiroler Landesarchivs“.

## Geschichte des Archivs
Das Tiroler Landesarchiv besteht genau genommen aus zwei gesonderten Archiven, dem so genannten Landesregierungsarchiv, dessen Bestände bis ins 11. Jahrhundert zurückreichen, und dem Landschaftlichen Archiv, dem Archiv des Tiroler Landtags. Die älteste Originalüberlieferung des Archivs ist ein Diplom König Heinrichs II. für die bischöfliche Kirche Säben-Brixen aus dem Jahr 1004.
Das Regierungsarchiv wurde mehrmals umbenannt. Von 1523 an hieß es Oberösterreichisches Schatzarchiv, ab 1763 Gubernialarchiv, ab 1850 Statthaltereiarchiv, 1919–1939 und 1945–1972 Landesregierungsarchiv für Tirol, zwischen 1939 und 1945 Reichsgauarchiv. Seit 1972 hat es seinen heutigen Namen. Das Landschaftliche Archiv wurde 1502 erstmals erwähnt.
Zu den Archivaren und Historikern, die am Landesarchiv wirkten, zählen Karl Klaar, Michael Mayr, Oswald Redlich, Otto Stolz und Anton Dörrer.

## Gebäude
Das erste Archiv befand sich im Schloss Tirol, dem Sitz der Grafen von Tirol. Als die Residenz 1420 nach Innsbruck verlegt wurde, wechselte auch der Standort des Archivs. Es befand sich in verschiedenen Räumen der Hofburg, auf Schloss Ambras und war im 20. Jahrhundert auf vier Standorte in Innsbruck aufgeteilt: in der Herrengasse, im Alten und Neuen Landhaus sowie im Gebäude der ehemaligen Landes-Gebäranstalt in der Michael-Gaismair-Straße in Wilten, wo es seit 1995 an einer Stelle vereinigt ist.
Das heute vom Landesarchiv genutzte Gebäude wurde von 1887 bis 1890 nach Plänen von Josef von Stadl für die 1864 von Trient nach Innsbruck verlegte Landes-Gebäranstalt mit angeschlossener Hebammenschule errichtet. Nach Zusammenlegung der Gebäranstalt mit der Gynäkologischen Klinik und Umzug in die Klinikbauten an der Anichstraße 1922 wurde das Gebäude durch verschiedene Landeseinrichtungen genutzt, u. a. bis 1973 durch das Landes- und Bezirksgericht. 1977 wurde es für das Landesarchiv adaptiert, 1985 unterirdisch erweitert und 1993/94 nochmals umgebaut und auf eine Fläche von 7400 m² vergrößert.
Der freistehende, zweigeschoßige, historistische Baukomplex über H-förmigem Grundriss mit Flügeln, Risaliten und eingestellten Ecktürmen weist Details in romanisierenden Formen auf. Die Zimmer sind an langen Fluren aufgereiht, die Stiegenhäuser befinden sich im Mittelrisalit und in den Ecken zwischen dem langgestreckten Haupttrakt und den Seitenflügeln. Beim Umbau 1993 wurden Glaspyramiden und Lichtbänder zur Belichtung und Belüftung der darunterliegenden Räume hinzugefügt.

## Leitung
- 1866–1896 David von Schönherr[5]
- 1897–1919 Michael Mayr[5]
- 1907/1919–1923 Karl Klaar[6]
- 1923–1932 Karl Moeser[6]
- 1932–1946 Otto Stolz[7]
- 1946–1949 Karl Dörrer[6]
- 1949–1971 Hanns Bachmann[7]
- 1972–1977 Eduard Widmoser[6]
- 1977–1988 Fridolin Dörrer[6]
- 1989–2003 Werner Köfler
- 2003–2010 Richard Schober
- 2011–2014 Wilfried Beimrohr
- seit 2014 Christoph Haidacher

## Bestände

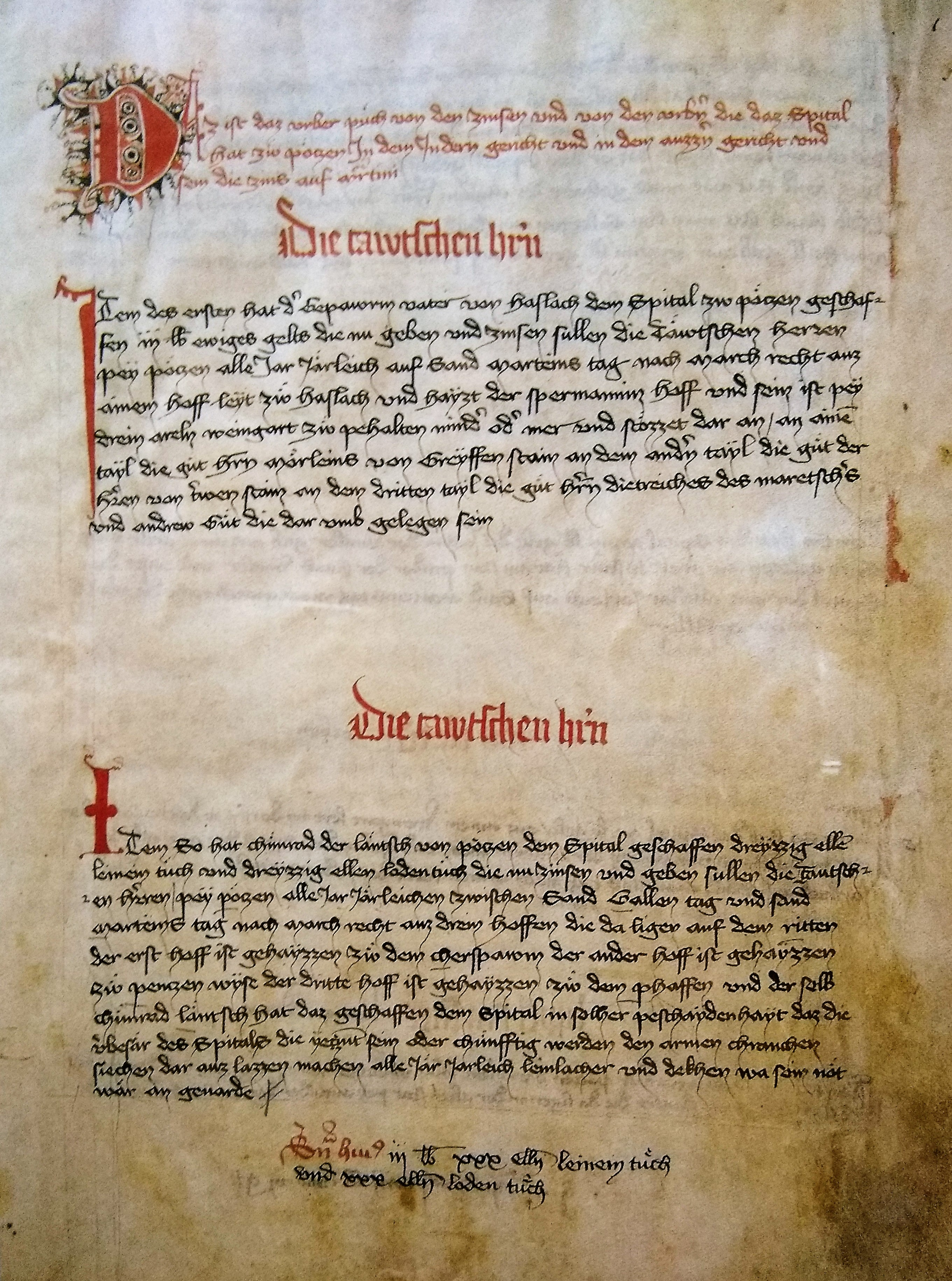
Das Urbar des Bozner Heiliggeistspitals von 1420, Urb. 140/1, fol. 1r

- Sammlungen
- Bestände von Behörden und Ämtern
- Landschaftliches Archiv
- Gemeindearchive
- Klosterarchive
- Adels- und Privatarchive
- Vereins- und Körperschaftsarchive
- Verbände und Parteien
- Zunft- und Firmenarchive
- Nachlässe
- Evidenzarchiv
- Bestände diverser Institutionen
- Zeitungen[8]